# Despreniment (geologia)
|  | Per a altres significats, vegeu «Despreniment». |

Un despreniment i despenjament de terres és un procés geomorfològic que consisteix en la caiguda per gravetat, principalment de materials rocosos, d'un cingle, paret rocosa o vessant rocós avall. Els despreniments els podem subdividir en caigudes, si el moviment de la massa rocosa és completament vertical, i en bolcades, si el material rocós pivota sobre un eix imaginari situat en el seu peu abans de caure verticalment.